# Skip (curling)
Skip - kapitan drużyny curlingowej. Skip kieruje grą drużyny, jest odpowiedzialny za taktykę podczas meczu i wybór zagrań (w porozumieniu z innymi członkami drużyny), pokazuje również cel zawodnikowi zagrywającemu, trzymając szczotkę w domu na końcu toru curlingowego. Skip zazwyczaj gra na pozycji czwartego i zagrywa dwa ostatnie kamienie, jednak nie jest to regułą i w niektórych drużynach skip gra na innej pozycji.
Skip jest zawodnikiem, który szczotkuje najmniej podczas meczu, jego rola ogranicza się do szczotkowania kamieni przeciwnika za tee-line oraz czasami do pomocy przy szczotkowaniu kamieni własnej drużyny, gdy jest to konieczne. Gdy skip zagrywa swoje kamienie, jego rolę przejmuje wiceskip.